# Неплюев, Иван Иванович (1802)
Иван Иванович Неплюев (1802—1858) — полковник Киевского гусарского полка из рода Неплюевых. Правнук основателя Оренбурга, адмирала И. И. Неплюева.

## Биография
Родился 8 (20) мая 1802 года в семье Ивана Николаевича Неплюева; мать — Наталья Васильевна, урождённая Самарина — тётка славянофила Юрия фёдоровича Самарина. Был крещён 14 мая 1802 года в церкви Мраморного дворца при восприемстве графа А. С. Строганова.
Вместе с братом Адрианом воспитывался в Пажеском корпусе; 28 декабря 1823 года из камер-пажей поступил корнетом в лейб гусарский полк, состоял адъютантом у И. И. Дибича. Вышел в отставку полковником в 1848 году. Был награждён орденом Св. Владимира 4-й степени (11.09.1839).
В 1835 году Неплюев продал родовой дом на набережной Фонтанки, д. 6 за 700 тысяч рублей ассигнациями принцу Петру Ольденбургскому под училище Правоведения. 29 июня 1839 года учредил майорат на базе дедовского имения Поддубье, в Лужском уезде.
Скончался 22 октября (3 ноября) 1858 года в Петербурге от водянки, похоронен в фамильном склепе Поддубской церкви.

## Семья
Жена (с 10 ноября 1824 года) — баронесса Берта Васильевна Дибич (10.12.1794—25.03.1869), лютеранка, племянница фельдмаршала И. И. Дибича. Венчались в Петербурге в Симеоновской церкви. С 1840 года жила за границей, с 1848 года в Париже, купила имение в Пикардии близ замка Пьерфон. В 1864 году переехала в Баварию, где жила до самой смерти: зимой — в Мюнхене, а летом — в Фельдафинге. Похоронена на берегу озера Штарнбергер. В браке имела шесть детей:
- Николай Иванович (1825—1890), тайный советник.
- Наталья Ивановна (17.02.1827—1856), крестница княгини С. С. Мещерской, замужем за представителем рода Шуленбургов, графом Карлом фон-дер-Шуленбургом (ум. 1874). Оба похоронены в селе Никольском Черниговской губернии.
- Александра Ивановна (15.05.1828[7]—1855), крещёна 22 мая 1828 года в Пантелеимоновской церкви при восприемстве  дяди А. И. Неплюева и М. В. Танеевой; с 1850 года замужем за князем Валерием Семёновичем Урусовым (01.06.1825 — ?), братом С. С. Урусова.
- Иван Иванович (03.03.1830[8]—1903), крещён 30 марта 1830 года в Пантелеимоновской церкви при восприемстве князя П. С. Мещерского; камер-юнкер двора, женат на дочери полковника Софье Васильевне Абрамовой (1835—1910).
- Василий Иванович (13.08.1831[9]—1895), с 1860 года женат на Наталье Петровне Бем; воспитывался в Школе гвардейских подпрапорщиков; в наследство получил местечко Чернобай в Полтавской губернии, затем приобрёл виллу Селиньи на берегу Женевского озера и имение Корбьер во Фрибурском кантоне Швейцарии. Имел трёх детей: Мария (1862—?) — замужем за генерал-майором Николаем Валерьевичем Урусовым (1860—1912), Иван (1866—07.02.1905) и Пётр.
- Дмитрий Иванович (12.05.1833[10]—1867), воспитывался в Училище правоведения, умер в Венеции.